# Eddy Planckaert
Eddy Planckaert (nascido a 22 de setembro de 1958 em Nevele, Flandres Oriental), foi um ciclista belga, profissional entre os anos 1980 e 1991, durante os quais conseguiu 103 vitórias.
Dada a sua velocidade, a sua especialidade eram as chegadas ao sprint, o qual lhe valeu para ganhar uns considerável números de provas ciclistas. Entre os seus principais lucros está o ganhar etapas nas três Grandes Voltas e a vitória na classificação por pontos no Tour de France de 1988. Também teve actuações meritórias em muitas clássicas, destacando sobretudo suas vitórias no Tour de Flandres em 1988 e na Paris-Roubaix em 1990.
Os seus irmãos Willy e Walter também foram ciclistas profissionais, bem como o seu sobrinho Jo.

## Palmarés
| 1981 - 1 etapa do Tour de France - Delta Profronde 1982 - 5 etapas da Volta a Espanha - 2 etapas da Volta ao País Basco 1983 - Flecha Brabançona - 1 etapa da Paris-Nice - 2 etapas dos Quatro Dias de Dunquerque - Ache-Ingooigem 1984 - Volta à Bélgica, mais 3 etapas - Omloop Het Volk - Estrela de Bessèges, mais 4 etapas - 3 etapas do Tour do Mediterrâneo - 2 etapas na Paris-Nice - 1 etapa da Volta a Suíça - 1 etapa dos Quatro Dias de Dunquerque - Grande Prêmio La Marsellesa - 2º no Campeonato da Bélgica em Estrada 1985 - Omloop Het Volk - 2 etapas da Volta a Espanha - 2 etapas das Paris-Nice - Através de Flandres - Acht van Chaam | 1986 - 4 etapas da Semana Catalã - 2 etapas da Volta a Espanha - 1 etapa do Tour de France - 1 etapa da Estrela de Bessèges - Grande Prêmio La Marsellesa 1987 - 2 etapas do Tour do Mediterrâneo - 1 etapa do Giro d'Italia - 1 etapa da Paris-Nice - E3-Prijs Harelbeke 1988 - Classificação por pontos do Tour de France - Tour de Flandres - 1 etapa dos Quatro Dias de Dunquerque 1989 - E3-Prijs Harelbeke - 1 etapa da Volta a Espanha - 2º no Campeonato da Bélgica em Estrada 1990 - Paris-Roubaix - 1 etapa da Tirreno-Adriático - 1 etapa da Volta das Astúrias - 1 etapa da Bicicleta Basca - Tour de Limburgo |